# Paranaguá
Die Hafenstadt Paranaguá, amtlich Município de Paranaguá, liegt im brasilianischen Bundesstaat Paraná in der Bucht von Paranaguá am Atlantischen Ozean.
Paranaguá ist der Versorgungs- und Verschiffungshafen von Curitiba, der Hauptstadt des Bundesstaates, die rund 90 km westlich von Paranaguá auf einer Höhe von 934 m über dem Meeresspiegel liegt. Nach der Volkszählung von 2010 betrug die Einwohnerzahl 140.469 Einwohner, nach der Schätzung vom 1. Juli 2021: 157.378 Parnanguaras, die auf einer Gemeindefläche von rund 826,4 km² leben.

## Geschichte
1648 gegründet, ist Paranaguá die älteste Stadt des Bundesstaates. Sie bewahrt noch einige Kolonialbauten, Kirchen und ein Jesuitenkolleg von 1736.

## Geographie
Umliegende Gemeinden sind Antonina, Guaraqueçaba, Morretes, Guaratuba, Pontal do Paraná und Matinhos.
Das Biom ist Mata Atlântica. Die Höhe wird zwischen 5 und 10 Metern über Normalnull angegeben. Die Stadt hat tropisches Klima (Cfa) nach der Klimaklassifikation nach Köppen und Geiger. Die Durchschnittstemperatur ist 20,5 °C. Die durchschnittliche Niederschlagsmenge liegt bei 2034 mm im Jahr. Im Südsommer fallen in Paranaguá deutlich weniger Niederschläge als im Südwinter.

## Politik
Exekutive: Bei den Kommunalwahlen in Brasilien 2016 wurde Marcelo Roque zum Stadtpräfekten (Bürgermeister) für die Amtszeit von 2017 bis 2020 gewählt. Er wurde bei den Kommunalwahlen in Brasilien 2020 für die Amtszeit von 2021 bis 2024 mit 78.809 oder 77,72 % der gültigen Stimmen wiedergewählt. Bei den Kommunalwahlen 2024 wurde Adriano Ramos zum Stadtpräfekten (Bürgermeister) für die Amtszeit von 2025 bis 2028 gewählt.
Legislative: Die Legislative liegt bei einem Stadtrat (Câmara Municipal) aus 19 gewählten Abgeordneten (vereadores).

## Wirtschaft und Hafen
Paranaguá ist eine typische brasilianische Hafenstadt mit ca. 150.000 Einwohnern, die vom Hafen und Fischfang lebt. Es ist Brasiliens wichtigster Exporthafen für Agrargüter, wie z. B. Sojabohnen. Exportiert werden von dort aus auch Fahrzeuge der Marke Audi, die in Curitiba gefertigt werden. Bekannt ist der Hafen Porto de Paranaguá auch dadurch, dass die Regierung von Paraguay im Hafen von Paranaguá einen zollfreien Anlege-Kai besitzt und diesen auch uneingeschränkt laut Staatsvertrag benutzen darf. Über diesen Hafen laufen für Paraguay alle Ein- und Ausfuhren. Sämtliche Güter für Paraguay werden per LKW in das Zentrallager in Ciudad del Este am Rio Paraná im Dreieck der Iguazu-Wasserfälle gebracht und von hier auf den Staat verteilt. Außerdem verfügt der Hafen noch über den großen schnellwachsenden Containerterminal TCP (Terminal de Contêineres de Paranaguá S.A), der privat betrieben wird. Während im Jahr 2000 252.679 und im Jahr 2007 595.261 Containereinheiten TEU im- und exportiert wurden, steigerte sich die Umschlagsmenge im Jahr 2013 auf 739.818 TEU, der Hafen schlug 2013 insgesamt 46.168.102 Tonnen um. Der Hafen ist einer der wichtigsten brasilianischen Umschlagplätze für den Transport von illegalen Drogen nach Europa.
In Paranaguá gibt es auch einen riesigen Schlachthof, der die Hauptstadt mit Frischfleisch versorgt. Die Hafenbehörde von Paranaguá, Administração dos Portos de Paranaguá e Antonina (Appa), ist auch für den kleinen Nachbarhafen Porto de Antonina zuständig.

## Paranaguá-Bahn

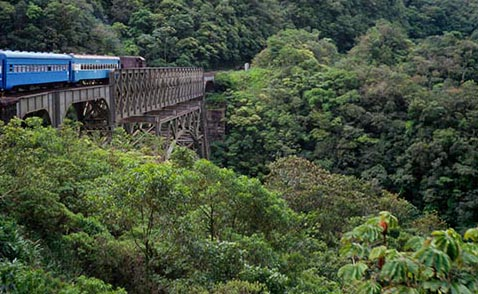
Eisenbahnstrecke Curitiba–Paranaguá durch das Küstengebirge

Die 110 km lange Eisenbahnstrecke zwischen Curitiba und Paranaguá gilt als ingenieurtechnische Meisterleistung des ausgehenden 19. Jahrhunderts. Die Bahn wurde von Ferdinand de Lesseps, dem Erbauer des Suez-Kanals, konzipiert, nach seinen Plänen gebaut und 1885 fertiggestellt. Die Trassenführung der Schmalspurbahn ist einspurig und bewältigt den Höhenunterschied von 951 m über eine Länge von 80 km. Sie hat 15 Bahnstationen und läuft über 13 in den Felsen gehauene Tunnel, 41 aus Belgien importierte Stahlviadukte und 32 Brücken.  Diese Bahnverbindung ist länger als die Straßenverbindung, da der Höhenunterschied mit Spitzkehren überwunden wird. Es gab eine Reihe Kehren, die nur mit verkürzten (6 Waggons) Zügen befahren werden können, da durch das zerklüftete Gebirge (die „Serra do Mar“) zu wenig Platz bestand, um die Kehren großzügiger zu machen. Zwischenzeitlich wurden die Spitzkehren und enge Kurven so umgebaut, dass auch lange Güterzüge – wenn auch nur im Schneckentempo – den Weg hoch nach Curitiba schafften. Die Fahrt im Personenzug (einmal täglich) war jedoch immer noch spektakulär und langsam; die Fahrt von Morretes nach Curitiba dauerte 3 Stunden, der Bus benötigt lediglich eine Stunde.
Seit einigen Jahren fährt die Paranaguá-Bahn nicht mehr (Stand 2017). Es bestehen zwar noch die Gleise und die Bahnhofsruine in Paranaguá, aber alles ist dem Verfall preisgegeben.

## Bistum Paranaguá
Das Bistum Paranaguá wurde am 21. Juli 1962 durch Papst Johannes XXIII. mit der Apostolischen Konstitution Ecclesia sancta aus Gebietsabtretungen des Erzbistums Curitiba errichtet.

## Städtepartnerschaften
- Awaji, Japan[11]
- Mariupol, Ukraine[12]

## Söhne und Töchter der Stadt
- Júlia da Costa (1844–1911), Dichterin
- Brasílio Itiberê da Cunha (1846–1913), Komponist
- Damares Alves (* 1964), evangelikale Pastorin und Politikerin
- Karoline de Souza (* 1990), Handballspielerin